# アルジェリア東西高速道路
アルジェリア東西高速道路（アルジェリアとうざいこうそくどうろ）は、チュニジア国境からモロッコ国境に至るアルジェリアの国土を横断する高速道路である。全長は約1,108km。

## 概要
2006年に着工し、2010年2月を完成目標に工事が進行。完成すれば、アルジェリアの道路網の骨格となり、物流や人の往来が格段に増加する。
当時世界最大の公共事業の1つとされ、一部を受注した日本企業としても過去最大級の海外でのインフラ工事であることから国内外から注目を浴びていた。
中華人民共和国の企業が担当した西工区は2010年10月に開通、2012年4月に中工区は完成している。
一方、日本企業の担当した東工区は発注者の工事費未払いを理由に2016年7月26日付で工事を打ち切っている。
2017年11月25日、アルジェリア政府は東工区を完成させる契約を中国企業と交わしたと発表した。

## 工事
アルジェリア公共事業省が工区を3分割して国際競争入札に付した結果、日本と中国のそれぞれの共同企業体が落札、着工に至った。 
- 東工区（チュニジア国境から西へ約400km）：COJAAL（鹿島、大成建設、西松建設、ハザマ、前田建設工業、伊藤忠商事JV）
- 中工区（東工区から西工区の区間、約440km）：CITIC・CRCCJV（中国中信集団公司、中国鉄建）
- 西工区（モロッコ国境から東へ約360km）：CITIC・CRCCJV（中国中信集団公司、中国鉄建）

## 東工区 工事費未払い問題
2006年にアルジェリア政府公共事業・交通省高速道路公団（ANA）が共同企業体（JV）へ約3,410億ディナール（当時レートで約5,400億円）で発注し、着工した。
着工直後より測量・設計の不備、資材調達の難航などにより工期が長引き、さらにアルジェリアは国内の内紛により治安が悪化。複数の要因が重なり、政府側の既設工事費の支払いが滞るという問題が発生する。
度重なる追加工事と未払金による損失から、JV側は2014年、国際商業会議所 国際仲裁裁判所（パリ事務局）へ仲裁を申し立てた。
アルジェリア政府側は仲裁よりも当事者間での和解の方針を示し、JV側も交渉を重ねた末、2016年7月26日に工事契約の合意解約を含めた包括和解契約を締結し、仲裁も取り下げた。政府側が未払い金の一部を支払い、約8割まで進んでいた工事は打ち切り、撤退した。

## 注
1. ↑  “East-West Highway - Road Traffic Technology”. 2010年10月8日時点のオリジナルよりアーカイブ。2010年11月9日閲覧。
2. ↑  “鹿島建設･大成建設･西松建設･間組･伊藤忠商事の共同企業体がアルジェリアで高速道路建設工事を受注”. 鹿島建設 2018年7月25日閲覧。
3. ↑  “鹿島､アルジェリア案件の失敗で学んだ教訓”. 東洋経済新報社 2018年7月25日閲覧。
4. ↑  “Algerian East-West Expressway Project”. 中信建設 2018年7月25日閲覧。
5. ↑  大成建設株式会社 2016年8月2日 アルジェリア 東西高速道路建設工事（東工区）に関するお知らせ
6. ↑  “Algeria deals with Chinese firm to complete last artery motorway section”. 新華社 2018年7月25日閲覧。
7. ↑  鹿島建設 プレスリリース 2006/9/20